# Стежару (Фаркаша, Нямц)
Стежару (рум. Stejaru) — село у повіті Нямц в Румунії. Входить до складу комуни Фаркаша.
Село розташоване на відстані 303 км на північ від Бухареста, 48 км на північний захід від П'ятра-Нямца, 133 км на захід від Ясс.

## Населення
За даними перепису населення 2002 року у селі проживали 744 особи. Рідною мовою 743 особи (99,9%) назвали румунську.
Національний склад населення села:
| Національність | Кількість осіб | Відсоток |
| -------------- | -------------- | -------- |
| румуни         | 723            | 97,2%    |
| цигани         | 20             | 2,7%     |